# Ралф Нелсън Елиът
Ралф Нелсън Елиът (на английски: Ralph Nelson Elliott) е американски счетоводител, автор на теорията на вълните във финансовия анализ.

## Биография и дейност
Роден е на 28 юли 1871 г. в Мерисвил, Канзас, а по-късно се премества в Сан Антонио, Тексас.
От 1896 година Елиът започва да се занимава със счетоводство и в продължение на 25 години заема разни длъжности основно в железопътни компании в Мексико и Централна Америка. След спасяването на няколко компании от много сериозни финансови затруднения Елиът си спечелва репутацията на експерт. В началото на 1920 година се премества да живее в Ню Йорк.

## Теория
Създава теория за анализ и прогноза на финансовите пазари, базирана на числата на Фибоначи, която се смята за псевдонаучна.

## Произведения
- The Wave Principle (1938)
- The Financial World articles (1939)
- Nature's Law — The Secret of the Universe (1946)